# Nava de Sotrobal (kommunhuvudort)
Nava de Sotrobal är en kommunhuvudort i Spanien.   Den ligger i provinsen Provincia de Salamanca och regionen Kastilien och Leon, i den centrala delen av landet, 140 km väster om huvudstaden Madrid. Nava de Sotrobal ligger 857 meter över havet och antalet invånare är 197.
Terrängen runt Nava de Sotrobal är platt. Runt Nava de Sotrobal är det glesbefolkat, med 13 invånare per kvadratkilometer. Närmaste större samhälle är Peñaranda de Bracamonte, 7,3 km öster om Nava de Sotrobal. Trakten runt Nava de Sotrobal består till största delen av jordbruksmark.